# Ilisoni Logaivau
Ilisoni Logaivau (* 7. Juli 1993) ist ein fidschianischer Fußballspieler, welcher meist im Mittelfeld eingesetzt wird. Er steht beim fidschianischen Fußballverein Labasa FC unter Vertrag und wurde im Jahr 2015 insgesamt vier Mal in der fidschianischen Fußballnationalmannschaft eingesetzt.

## Karriere
Beim 5:0-Sieg im Freundschaftsspiel gegen Tonga gab er am 19. August 2015 sein Debüt in der fidschianischen Fußballnationalmannschaft. Von Trainer Juan Carlos Buzzetti wurde er in der Startformation berücksichtigt und in der 83. Minute gegen Ilimotama Jese ausgewechselt.